# Corredor Noreste

Gran parte del Corredor Noreste (las secciones mostradas en rojo) es operada por Amtrak. Las partes en azul son operadas por agencias de cercanías (véase Tren de cercanías en América del Norte).

El Corredor Noreste o en inglés como Northeast Corridor (por sus siglas NEC) es la línea ferroviaria de pasajeros más transitada en los Estados Unidos tanto por número de pasajeros como por frecuencia de viajes. La ruta está completamente electrificada y densamente urbanizada por ciudades desde Washington D. C., en el sur hasta Baltimore, Wilmington, Filadelfia, Trenton, Newark, Nueva York, New Haven y  Providence hasta Boston. También conecta la ciudad de Filadelfia con Harrisburgo, Pensilvania (conocido como Corredor Keystone); New Haven con Hartford, Connecticut, y Springfield, Massachusetts; Nueva York con Albany, Nueva York, y varios destinos de cercanías. La sección más transitada en los Estados Unidos es la  Estación Pensilvania en Nueva York, la sede central del Corredor.
El Corredor Noreste es conocido por usar cables catenaria y material rodante de alta velocidad. Gran parte del Corredor es operado por Amtrak, siendo el Corredor Noreste el único que ofrece el servicio de alta velocidad en los Estados Unidos, la Acela Express de Amtrak, al igual que trenes convencionales con una velocidad más baja.  Los trenes de mercancías también usan las vías.  Varios redes ferroviarias de cercanías proveen servicio local a lo largo del Corredor Noreste, algunos electrificados y otros alimentados con diésel. Estas redes son el MARC en Maryland y Washington D. C., el SEPTA en Pensilvania, Delaware y centro de Nueva Jersey, NJ Transit en Nueva Jersey y Nueva York, Ferrocarril Metro-North en Nueva York y Connecticut, Shore Line East en Connecticut, y MBTA en Massachusetts y Rhode Island.
La Interestatal 95 pasa paralelamente en la línea principal del Corredor Noreste a lo largo de toda su longitud, y se puede ver el Corredor Noreste a lo largo de la autopista. Además, la I-95 pasa tan cerca del corredor, que en algunas zonas pasa al lado del corredor especialmente en Connecticut.

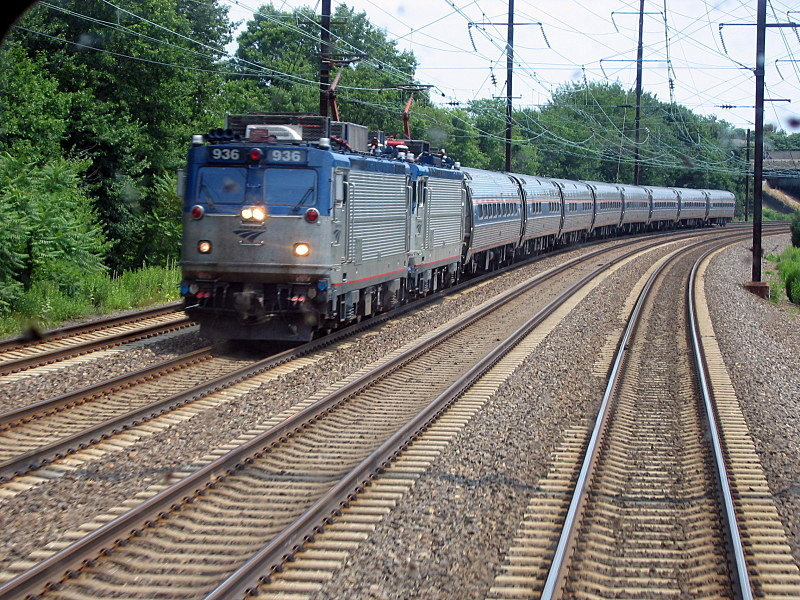
Un tren electrificado de Amtrak con dos locomotoras AEM-7 que van desde Nueva Jersey hacia el Corredor Noreste.